# Фебе
Фебе (лат. Phoebe, от имени титаниды Фебы) — род древесных растений семейства Лавровые (Lauraceae), распространённый в тропических и субтропических регионах Азии.

## Описание
Вечнозелёные кустарники или деревья, до 30 м высотой. Листья очередные, жилкование перистое.
Цветки обоеполые, собраны в щитковидные, метельчатые или почти кистевидные соцветия. Долей околоцветника 6, равные по размеру, реже наружные немного короче, после цветения становятся кожистыми или деревянистыми. Тычинок 9, в 3 сериях: 1-я и 2-я без желёзок и с интрорзными пыльниками, 3-я с 2 желёзками и экстрорзными пыльниками. Стаминодии треугольные или стреловидные. Завязь яйцевидная или шаровидная; рыльце блюдчатое или головчатое. Плоды яйцевидные, эллиптические или шаровидные, реже продолговатые, основание заключено в сохраняющийся и увеличенный околоцветник.

## Виды
Род включает до 100 видов, некоторые из них:
- Phoebe attenuata (Nees) Nees
- Phoebe formosana (Hayata) Hayata
- Phoebe hui W.C.Cheng ex Yen C.Yang
- Phoebe hunanensis Hand.-Mazz.
- Phoebe lanceolata (Nees) Nees typus[1]
- Phoebe neurantha (Hemsl.) Gamble
- Phoebe neuranthoides S.K.Lee & F.N.Wei
- Phoebe zhennan S.K.Lee & F.N.Wei